# Stefanie Melbeck
Stefanie „Steffi“ Melbeck (* 16. April 1977 in Hamburg) ist eine ehemalige deutsche Handballspielerin. Sie spielte auf den Positionen Rückraum rechts und Rechtsaußen.

## Karriere
Melbeck spielte ab 2007 in Dänemark bei KIF Kolding. Ab dem Sommer 2010 spielte Melbeck wieder für den Buxtehuder SV. Nachdem Melbeck im Dezember 2012 schwanger wurde, beendete sie im Alter von 35 Jahren ihre Karriere. Im Dezember 2014 gab sie ihr Comeback beim Buxtehuder SV. Nach der Saison 2014/15 beendete sie zum zweiten Mal ihre Karriere.
Melbeck war Mitglied der deutschen Handballnationalmannschaft und bestritt 223 Länderspiele, in denen sie 483 Tore erzielte. Ihr Länderspieldebüt gab sie am 29. April 1998 beim Spiel gegen die ungarische Handballnationalmannschaft. Von Beruf ist sie Bankkauffrau.
Seit 2019 ist Stefanie Melbeck im Präsidium des Buxtehuder SV vertreten.

### Erfolge
- deutsche Nationalmannschaft (Halle)
  - 1996 10. Platz bei der Juniorinnen-Europameisterschaft in Polen
  - 2002 11. Platz bei der Europameisterschaft in Dänemark
  - 2003 12. Platz bei der Weltmeisterschaft in Kroatien
  - 2004 5. Platz bei der EM in Ungarn
  - 2005 6. Platz bei der WM (St. Petersburg) in Russland
  - 2006 4. Platz bei der EM in Schweden
  - 2007 3. Platz bei der WM in Frankreich
  - 2008 4. Platz bei der EM in Mazedonien
  - 2008 Teilnahme an den Olympischen Spielen in Peking
- deutsche Nationalmannschaft (Beach)
  - 2000 Vize-Europameisterin in Italien
  - 2001 Vize-Weltmeisterin und Silber bei den World Games in Japan
  - 2006 Europameisterin
- Buxtehuder SV
  - 1998 DHB-Pokalendrunde
  - 2002 Europa-Cup-Finale
  - 2003 2. Platz Deutsche Meisterschaft
  - 2007 DHB-Pokalfinale
  - 2011 2. Platz Deutsche Meisterschaft // Bundesliga-Spielerin der Saison 2010/2011
  - 2012 2. Platz Deutsche Meisterschaft
  - 2015 DHB-Pokal
- Randers HK
  - 2000 Finale EHF-Cup

## Privates
Mit ihrem Lebensgefährten hat sie einen gemeinsamen Sohn.